# Phyllanthus taxodiifolius
Phyllanthus taxodiifolius là một loài thực vật có hoa trong họ Diệp hạ châu. Loài này được Beille miêu tả khoa học đầu tiên năm 1927.